# Oklahoma Central Railroad
De Oklahoma Central Railroad, opgericht als Oklahoma Central Railway, was een met Nederlands kapitaal opgerichte spoorwegmaatschappij in de Amerikaanse staat Oklahoma.
De spoorweg met een lengte van 204 km werd tussen 1906 en 1908 aangelegd en liep tussen Lehigh en Chickasha. Zij was vooral bestemd voor transport van steenkool uit de mijnen van Lehigh.
De belangrijkste bron van financiering was een obligatielening die door Samuel Frederik van Oss op de Amsterdamse effectenbeurs geplaatst werd. Door fraude van de onderneming die de lijn exploiteerde en ook aanlegde en tegenvallers bij de aanleg kwam de maatschappij spoedig in financiële problemen. Zij werd in 1917 overgenomen door de Santa Fe, waarbij de obligatiehouders vrijwel al hun geld kwijt waren. De spoorweg werd tussen 1934 en 1964 opgebroken, maar er zijn nog enkele restanten te zien.
Aan de spoorweg werden enkele nieuwe plaatsen gesticht, waaronder Vanoss, genoemd naar Van Oss, en Middelberg, genoemd naar de ir Gerrit Middelberg die door van Oss naar Oklahoma gestuurd was om de problemen op te lossen.